# Fábio Silvestre
Fábio André Tomás Silvestre (Sobral de Monte Agraço, 25 januari 1990) is een Portugees voormalig wielrenner.

## Overwinningen
2005
 Portugees kampioen op de weg, jongeren
2006
 Portugees kampioen op de weg, jongeren
2010
5e etappe Ronde van Portugal van de Toekomst
2011
 Portugees kampioen op de weg, beloften
2012
 Portugees kampioen tijdrijden, beloften
2013
1e etappe Ronde van Normandië
Eind- en puntenklassement Triptyque des Monts et Châteaux
4e etappe Circuit des Ardennes
4e etappe Ronde de l'Oise
Bergklassement Ronde de l'Oise
1e etappe Ronde van Tsjechië (ploegentijdrit)

## Resultaten in voornaamste wedstrijden
| Jaar | Ronde van Italië | Ronde van Frankrijk | Ronde van Spanje |
| ---- | ---------------- | ------------------- | ---------------- |
| 2015 | 149e             |                     |                  |

## Ploegen
- 2012 –  Leopard-Trek Continental Team
- 2013 –  Leopard-Trek Continental Team
- 2014 –  Trek Factory Racing
- 2015 –  Trek Factory Racing
- 2016 –  Leopard Pro Cycling
- 2017 –  Sporting/Tavira
- 2018 –  Sporting/Tavira

Alafaci · Arredondo · Beppu · Busche · Cancellara · Devolder · Didier · Felline · Hondo · Irizar · Jungels · Kišerlovski · Nizzolo · Popovytsj · B. van Poppel · D. van Poppel · Rast · Roulston · A. Schleck · F. Schleck · Sergent · Silvestre · Stuyven · Vandewalle · Voigt · Watson · Zoidl · Zubeldia · Chevrier (stagiair) · Eastman (stagiair) · Kirsch (stagiair)
Alafaci · Arredondo · Beppu · Busche · Cancellara · Coledan · Devolder · Didier · Felline · Irizar · Jungels · McConnell · Mollema · Nizzolo · Popovytsj · B.van Poppel · D.van Poppel · Rast · Roulston · Schleck · Sergent · Silvestre · Steegmans · Stuyven · Vandewalle · Watson · Zoidl · Zubeldia · Basso (stagiair) · Bernard (stagiair) · Rekita (stagiair)
Brockhoff · Dieteren · Foti · Krieger · Leyder · Mandrysch · Morabito · Nõmmela · Olesen · Schlechter · Silvestre · Vanden Bak · Wirtgen · Zangerlé
Brandão · Figueiredo · González · Grigorev · Livramento · Marque · Nocentini · Pereira · Silvestre · Toffali · Trueba